# Горобии (Зеньковский район)
Горобии (укр. Горобії) — село,
Власовский сельский совет,
Зеньковский район,
Полтавская область,
Украина.
Код КОАТУУ — 5321381602. Население по переписи 2001 года составляло 95 человек.

## Географическое положение
Село Горобии примыкает к селу Бобровник, на расстоянии в 0,5 км расположены сёла Перелески и Соколовщина, 
в 3-х км — город Зеньков.